# J. Frank Glendon
Pour les articles homonymes, voir Glendon (homonymie).
J. Frank Glendon, né le 25 octobre 1885 à Buckskin Township (Ohio), et mort le 17 mars 1937 à Hollywood, est un acteur américain ayant commencé sa carrière au cinéma en 1915. Il joua dans environ 80 films.

## Filmographie partielle
- 1918 : The Dawn of Understanding de Charles R. Seeling et David Smith
- 1919 : Fiancé malgré lui (The Wishing Ring Man) de David Smith
- 1919 : La Maison du bonheur (The Enchanted Barn) de David Smith
- 1921 : A Tale of Two Worlds de Frank Lloyd
- 1922 : More to Be Pitied Than Scorned d'Edward LeSaint
- 1922 : Kissed de King Baggot
- 1925 : Lights of Old Broadway de Monta Bell
- 1926 : En scène (Upstage) de Monta Bell
- 1932 : Je suis un évadé (I Am a Fugitive from a Chain Gang) de Mervyn LeRoy
- 1932 : The Silver Lining d'Alan Crosland
- 1933 : Gun Law de Lewis D. Collins
- 1933 : Sucker Money de Dorothy Davenport et Melville Shyer
- 1934 : The Road to Ruin de Dorothy Davenport et Melville Shyer
- 1934 : The Vanishing Shadow de Lew Landers
- 1934 : The Red Rider de Lew Landers
- 1934 : Le Démon noir (en) (Law of the Wild) de B. Reeves Eason et Armand Schaefer
- 1935 : L'Empire des fantômes (The Phantom Empire) d'Otto Brower et B. Reeves Eason
- 1935 : The Call of the Savage de Lew Landers
- 1935 : Sixième Édition (Front Page Woman) de Michael Curtiz
- 1935 : The Sagebrush Troubadour (en) de Joseph Kane
- 1935 : The Fighting Marines de B. Reeves Eason et Joseph Kane
- 1936 : Border Caballero (en) de Sam Newfield
- 1936 : La Rivière écarlate (King of the Pecos) de Joseph Kane
- 1936 : Aces and Eights (en) de Sam Newfield